# Московский турнир «Крафт Дженерал Фудс»
Моско́вский турни́р «Крафт Дже́нерал Фудс» (англ. Kraft General Foods of Moscow; в честь компании Kraft General Foods, титульного спонсора серии турниров WTA в 1990—1993 годах) прошёл в Москве в спорткомплексе «Олимпийский» с 1 по 7 октября 1990 года. Призовой фонд составил 100 тысяч долларов США.

## Результаты
В финале одиночного разряда советская теннисистка Лейла Месхи со счётом 6–4, 6–4 победила соотечественницу Елену Брюховец.
В финале парного разряда американки Гретхен (Гретчен) Мейджерс и Робин Уайт со счётом 6–2, 6–4 обыграли советских теннисисток Елену Брюховец и Евгению Манюкову.